# 청주 갈씨
청주 갈씨(淸州 葛氏)는 충청북도 청주시를 본관으로 하는 한국의 성씨이다.

## 과거 급제자
청주 갈씨는 조선시대 무과 급제자 3명을 배출하였다.
- 갈연춘(葛年春, 1599년생) : 조선 인조(仁祖) 15년(1637년) 별시(別試) 병과(丙科) 1812위.[2] 본관은 청주(淸州), 양주(楊州) 출신. 아버지는 보인(保人) 갈김손(葛金孫)
- 갈지흥(葛枝興, 1694년생) : 조선 경종(景宗) 3년(1723년) 별시(別試) 병과(丙科) 21위.[3] 본관은 청주(淸州), 한성(京) 출신. 아버지는 정3품 어모장군(禦侮將軍)으로 행충무위부사과(行忠武衛副司果)를 지낸 갈신웅(葛信雄).
- 갈세덕(葛世德, 1759년생) : 조선 정조(正祖) 8년(1784년) 정시(庭試) 병과(丙科) 676위.[4] 본관은 청주(淸州), 한성(京) 출신. 아버지는 부사과(副司果) 갈만형(葛蔓亨).

## 인구
- 2000년 277가구 901명
- 2015년 278명